# Habilitation à diriger des recherches
En France, l'habilitation à diriger des recherches (HDR) est un diplôme qui « sanctionne la reconnaissance du haut niveau scientifique du candidat, du caractère original de sa démarche dans un domaine de la science, de son aptitude à maîtriser une stratégie de recherche dans un domaine scientifique ou technologique suffisamment large et de sa capacité à encadrer de jeunes chercheurs ». Elle est créée en 1984 par la loi Savary en remplacement du doctorat d'État.
L'HDR est nécessaire pour postuler au professorat des universités. Sans que ce soit une obligation, elle est aussi requise dans les faits pour postuler aux emplois de direction de recherche des établissements publics à caractère scientifique et technologique (EPST). Des procédures dérogatoires existent. Une personne nommée au professorat des universités est de droit habilitée à diriger des recherches.
L'obtention d'une HDR est une condition nécessaire pour assurer la direction d'une thèse ou pour siéger comme rapporteur de thèse (à défaut du grade de professeur d'université, de directeur d'étude ou de directeur de recherches).

## Histoire
L'habilitation à diriger des recherches est un diplôme récent en France, créé en 1984 par la loi Savary. Elle remplace le doctorat d'État, qui n'a lui-même duré qu'une vingtaine d'années (arrêté du 16 avril 1974). Elle a peu d'équivalent dans le monde, ne subsistant que dans quelques pays, la plupart européens (voir la liste dans l'article Habilitation universitaire).

## Délivrance
L'HDR est le titre universitaire le plus élevé en France, dans la mesure où l'agrégation du supérieur, dans les disciplines où elle existe, n'est pas un diplôme mais un concours. Le diplôme d'habilitation à diriger des recherches n'accorde pas de niveau RNCP spécifique.
L'habilitation ne sanctionne pas l'achèvement d'un cursus universitaire, et « n'est pas et ne doit en aucun cas être considérée comme un second doctorat, de niveau supérieur, comme l'était auparavant le doctorat d'État par rapport au doctorat de troisième cycle ». L'HDR est préparée dans toutes les disciplines, mais elle n'est pas indispensable dans les disciplines qui recrutent par le concours d'agrégation du supérieur, principalement en droit.
La soutenance de l'HDR peut être l'explication d'un surcroît de publications des enseignants-chercheurs une quinzaine d'années après la soutenance de leur thèse : « trois moments semblent plus propices à la publication dans la carrière des enseignants-chercheurs : avant ou pendant la thèse, entre deux et six ans après la thèse, et entre quinze et vingt ans après la thèse. Le premier moment (l’« effet qualification » […]) ; le deuxième (l’« effet thèse » […]) ; le troisième enfin (l’« effet HDR » pour « habilitation à diriger des recherches ») à l’exploitation des résultats obtenus pendant et après le travail d’obtention du dernier diplôme du cursus honorum français. »

### Durée
La durée de préparation d'une HDR dépend des disciplines et des écoles doctorales. Étant donné que les candidats ne s'inscrivent dans le diplôme que l'année de sa soutenance, la durée n'est pas normée, 1 an au minimum, mais parfois beaucoup plus (plus d'une dizaine d'années), en particulier dans les sciences humaines et sociales.

### Qualification du CNU après l'HDR
Jusqu'en 2020, l'obtention de l'HDR ne suffisait pas pour pouvoir poser sa candidature au professorat des universités. Il fallait obtenir en plus sa qualification par le Conseil national des universités, au terme d'une candidature spécifique (dépôt d'un dossier très similaire à celui de l'Habilitation elle-même, étudié en double expertise, une fois par an).
La loi de programmation de la recherche de 2020 change la règle pour une période expérimentale de 4 ans : non seulement la qualification est automatique pour les maitres et maitresses de conférences titulaires (Art. L. 952-6-4), mais en plus le Conseil d'administration de chaque université peut choisir de déroger à la règle de la qualification pour tout poste en dehors de ceux accessibles par le concours de l'agrégation du supérieur (Art. L. 952-6-3). La réforme est vivement critiquée.

## Dossier de candidature
L'arrêté du 23 novembre 1988 qui régit l'HDR conditionne l'inscription au diplôme à la détention d'un diplôme de doctorat, ou d'un diplôme de docteur en médecine, odontologie, pharmacie ou médecine vétérinaire ainsi que d'un diplôme d'études approfondies ou d'un master recherche, ou encore de justifier d'un diplôme ou d'une expérience équivalente au doctorat.
Soumise à une inscription universitaire et au statut d'étudiant
Le dossier de candidature est peu normé. Selon les disciplines et selon les écoles doctorales auquel il est soumis,, il comprend :
- une monographie (un ou plusieurs ouvrages, publiés ou non)
- une biographie (appelée aussi « égo-histoire », document faisant la synthèse de l'activité scientifique des candidats)
- un port-folio (dossier de travaux)

En lettres et sciences humaines, le document de synthèse de l'activité scientifique comprend souvent plusieurs centaines de pages, dans le but de montrer l'évolution et la maturité scientifique du candidat ou de la candidate, et de tracer les perspectives pour sa recherche et celle de ses futurs doctorants. En sciences de la nature, il s'agit souvent d'une compilation d'articles de recherche publiés par le candidat ou la candidate, auxquels a été adjointe une introduction.

## L'HDR dans l'enseignement supérieur français
| Nom du diplôme (niv. RNCP/ CEC, sauf (-)) | Années                                          |                                                          | |               |            |                    |                      |                           |                         |                         |                         |                         |                   |                       |                             |  |  |  |          |
| Nom du diplôme (niv. RNCP/ CEC, sauf (-)) | 9 et +                                          |                                                          | DE Médecin DES (-)                                                                                                  | HDR (-)       |            |                    |                      |                           |                         |                         |                         |                         |                   |                       |                             |  |  |  | DESV (-) |
| Nom du diplôme (niv. RNCP/ CEC, sauf (-)) | +8                                              | Doctorat (8)                                             | DE Médecin DES (-)                                                                                                  | DSA DPEA (-)  | DEC (-)    |                    |                      |                           |                         |                         |                         |                         |                   |                       |                             |  |  |  | DESV (-) |
| Nom du diplôme (niv. RNCP/ CEC, sauf (-)) | +7                                              | Doctorat (8)                                             | DE Médecin DES (-)                                                                                                  | DSA DPEA (-)  | DEC (-)    |                    |                      |                           |                         |                         |                         |                         |                   |                       |                             |  |  |  | DESV (-) |
| Nom du diplôme (niv. RNCP/ CEC, sauf (-)) | +6                                              | Doctorat (8)                                             | DE Dentaire (-) DE Pharmacie (-) DFASM (7)                                                                          | HMONP (-)     | DEC (-)    | DE Vétérinaire (-) |                      |                           |                         |                         |                         |                         |                   |                       |                             |  |  |  |          |
| Nom du diplôme (niv. RNCP/ CEC, sauf (-)) | +5                                              | DFASO DFASP DEMK DESF (7)                                | Master (7) | DEA (7)       | DSCG (7)   | DNSEP(7) DSAA (-)  | CCO DE IA DE IPA (7) | CA (7) CNSMD(7) CNSAD (-) | MSc MBA MS Diplovis (-) | ENC (-) ENS (-) INP (-) | ENS (-) IAE (7) ESC (-) | EI (7) ENS (-) DEFV (7) |                   |                       |                             |  |  |  |          |
| Nom du diplôme (niv. RNCP/ CEC, sauf (-)) | +4                                              | DFASO DFASP DEMK DESF (7)                                | Master (7) | DEA (7)       | DSCG (7)   | DNSEP(7) DSAA (-)  | CCO DE IA DE IPA (7) | CA (7) CNSMD(7) CNSAD (-) | MSc MBA MS Diplovis (-) | ENC (-) ENS (-) INP (-) | ENS (-) IAE (7) ESC (-) | EI (7) ENS (-) DEFV (7) |                   |                       |                             |  |  |  |          |
| Nom du diplôme (niv. RNCP/ CEC, sauf (-)) | +3                                              | DFGSM DFGSO DFGSP DFGSMa (6)                             | Licence (6) | LP BUT (6)    | DEEA (6)   | DCG (6)            | DN MADE DNA (6)      | DE I (6) IFPS IRFSS (-)   | DNSP (6)                | ENC (-) ENS (-) INP (-) | ENS (-) IAE (7) ESC (-) | EI (7) ENS (-) DEFV (7) | IRTS (3-6)        | Bachelor Diplovis (-) |                             |  |  |  |          |
| Nom du diplôme (niv. RNCP/ CEC, sauf (-)) | +2                                              | DFGSM DFGSO DFGSP DFGSMa (6)                             | Licence (6) | LP BUT (6)    | DEEA (6)   | DCG (6)            | DN MADE DNA (6)      | DE I (6) IFPS IRFSS (-)   | DNSP (6)                | BTS (5)                 | AL/BL LSH (-)           | ECG D1 D2 (-)           | IRTS (3-6)        | Bachelor Diplovis (-) | BC MP PC PSI PT MPI TSI (-) |  |  |  |          |
| Filière, discipline ou spécialité         | +1                                              | L.AS PASS (-)                                            | Licence (6) | LP BUT (6)    | DEEA (6)   | DCG (6)            | DN MADE DNA (6)      | DE I (6) IFPS IRFSS (-)   | DNSP (6)                | BTS (5)                 | AL/BL LSH (-)           | ECG D1 D2 (-)           | IRTS (3-6)        | Bachelor Diplovis (-) | BC MP PC PSI PT MPI TSI (-) |  |  |  |          |
| Filière, discipline ou spécialité         |                                                 | Médecine Odontologie Pharmacie Maïeutique Kinésithérapie | Arts - Commerce, économie - Droit - Enseignement - Lettres et langues - Sciences humaines - Sciences et technologie | Pro ou Techno | Architecte | Comptabilité       | Arts Design Mode     | Paramédical et santé      | Musique Danse Comédie   | Social Sports           | Libre Technique         | STS                     | Lettres           | Économie              | Scientifique                |  |  |  |          |
| Filière, discipline ou spécialité         | Université, École délivrant un diplôme national | Université, École délivrant un diplôme national          | Université, École délivrant un diplôme national                                                                     | École         | École      | École              | École                | École                     | École                   | École Privée            | École, Lycée CPGE       | École, Lycée CPGE       | École, Lycée CPGE | École, Lycée CPGE     |                             |  |  |  |          |